# Münchner Lichterkette
Die Münchner Lichterkette war eine Großdemonstration in Form einer Lichterkette, an der am 6. Dezember 1992 in München mehr als 400.000 Menschen teilnahmen, um gegen Fremdenfeindlichkeit zu demonstrieren. Initiiert wurde die Münchner Lichterkette von Gil Bachrach, Giovanni di Lorenzo, damals Journalist bei der Süddeutschen Zeitung, Christoph Fisser sowie Chris Häberlein. Die Münchner Lichterkette diente als Vorbild für zahlreiche weitere Lichterketten-Demonstrationen in Deutschland und Österreich.

## Politische Ausgangsbedingungen
Ansteigende Zahlen von Asylsuchenden führten seit den Achtzigerjahren des 20. Jahrhunderts in Deutschland zu einer kontrovers geführten Asyldebatte. Aufgrund der Jugoslawienkriege flohen Anfang der Neunzigerjahre Hunderttausende Menschen aus dem damaligen Jugoslawien nach Deutschland. Seit Mitte der Achtzigerjahre und insbesondere nach der Wiedervereinigung Deutschlands kam es zu einer Welle rechter Gewalt, die sich häufig gegen Menschen mit Migrationshintergrund und Asylsuchende richtete, wie die Mordanschläge von Mölln und Solingen oder die Ausschreitungen von Hoyerswerda und Rostock-Lichtenhagen. Am 6. Dezember 1992 wurde der sogenannte Asylkompromiss zwischen CDU/CSU und SPD vereinbart, der das individuelle Recht auf Asyl stark einschränkte. Papst Johannes Paul II. warnte davor, das „Asylproblem“ in Deutschland mit „Ausgrenzung und Abschottung“ lösen zu wollen. Der Schriftsteller Ralph Giordano kündigte Bundeskanzler Helmut Kohl gegenüber die Bewaffnung deutscher Juden an, da diese das Vertrauen verloren hätten, dass der Staat sie gegen Rechtsradikalismus wirksam schütze. Josef Joffe konstatierte bis zum Mordanschlag von Mölln ein Versagen der Staatsmacht und des Volkes.
Die Reaktionen der deutschen Politik auf die Welle rechter Gewalt Anfang der Neunzigerjahre waren ab der Jahrtausendwende Gegenstand erheblicher Kritik. Detlef Esslinger warf Helmut Kohl vor, er hätte sich seinerzeit vor allem um das Image Deutschlands im Ausland gesorgt. Laut Giovanni die Lorenzo hätten Politik, Justiz, Polizei und Zivilgesellschaft mit einer merkwürdigen Apathie auf die damals stattfindende Orgie von Gewalt reagiert. Die Frankfurter Rundschau konstatierte 2022 „politische Empathielosigkeit“, eine „Politik des Beschwichtigens und Wegschauens“ sowie „Hilflosigkeit und Verharmlosung im Umgang mit der rechtsextremistischen Gewalt Anfang der Neunziger Jahre“. 2023 konstatierte die deutsche Innenministerin Nancy Faeser, das von 1990 bis 1994 regierenden Kabinett Kohl IV habe „nicht mit aller Klarheit und Deutlichkeit gehandelt, um den mörderischen Rechtsextremismus zu stoppen“.

## Organisation
Laut di Lorenzo wollten die Initiatoren der Münchner Lichterkette eine Demonstration für Menschen, die sonst nicht auf Demonstrationen gehen, organisieren. Parteien und andere politische Organisationen waren von der Teilnahme ausgeschlossen. Die Initiatoren der Münchner Lichterkette wollten insbesondere eine Spaltung der Protestbewegung über die 1992 akute Frage der Änderung des Artikels 16 des deutschen Grundgesetzes verhindern. Die Glaubwürdigkeit, gegen brutale Anschläge auf die Straße zu gehen, sei kein Privileg dieses oder jenes Lagers in der asylpolitischen Kontroverse.
Die Idee zur Münchner Lichterkette sei laut Christoph Fisser „bei einem weinseligen Abend mit hitzigen Diskussionen im Babalu in der Leopoldstraße“ entstanden. Zu einer ersten Versammlung wurden am 3. November 1992 einhundert Personen aus dem persönlichen oder beruflichen Umfeld der Initiatoren eingeladen, die sich verpflichteten, jeweils zehn weitere Personen zu kontaktieren. Mittels des sich so entwickelnden Schneeballsystems wurden im Verlauf der zwei- bis dreimonatigen Vorbereitungszeit immer mehr Beteiligte gewonnen. So konnten bereits nach wenigen Tagen 10.000 Zusagen verzeichnet werden. Insgesamt unterstützen schließlich etwa 2500 Personen die Organisation der Münchner Lichterkette aktiv. Das Motto der Münchner Lichterkette lautete „München – eine Stadt sagt nein“.

## Durchführung
Vorgesehen war, dass die Teilnehmenden sich am 6. Dezember 1992 ab 17:00 Uhr mit Kerzen, Taschenlampen und Lampions auf den Gehwegen entlang des Münchner Altstadtrings postieren, der zu einem „Lichterkranz“ werden sollte. Ausgehend vom Altstadtring sollten sternförmig die Hauptverkehrsstraßen, die auf diesen einmünden, mit Teilnehmenden aufgefüllt werden. Dies betraf den Straßenzug Ludwigsstraße/Leopoldstraße bis zur Münchner Freiheit, den Straßenzug Brienner Straße/Nymphenburger Straße bis Landshuter Allee, dazwischen als tangentiale Verbindung die Hohenzollernstraße und die Barer Straße, die Schwanthalerstraße bis Hermann-Lingg-Straße, die Lindwurmstraße bis Poccistraße, die Fraunhoferstraße und Ohlmüllerstraße bis Nockherberg, die Rosenheimer Straße bis Orléansstraße, die Prinzregentenstraße bis Prinzregentenplatz sowie als tangentiale Verbindung die Innere Wiener Straße und die Ismaninger Straße. Das Schweigen der Teilnehmenden sollte ein Symbol gegen das Grölen rechtsextremer Gewalttäter sein; die Kerzen sollten ein Symbol gegen deren Molotow-Cocktails darstellen. Auf konventionelle Komponenten von Demonstrationen, wie eine zentrale Abschlussveranstaltung, politische Reden oder Spruchbänder, wurde verzichtet. 2000 Streckenposten signalisierten den Verlauf der Lichterkette. Das Startsignal der Veranstaltung erfolgte um 17:00 Uhr durch zehnminütiges Glockengeläut der Münchner Kirchen. Die Lichterkette hatte eine Gesamtlänge von 45 Kilometern. Der Verlauf der Veranstaltung wurde von der Polizei, die mit 550 Beamten im Einsatz war, als „absolut friedlich“ bezeichnet.
Zu den zahlreichen prominenten Teilnehmern der Lichterkette zählten unter anderem Senta Berger, Thomas Gottschalk, Uli Hoeneß, Uwe Ochsenknecht, Niki Pilic, Fritz Scherrer, Mehmet Scholl, Johannes Mario Simmel, Olaf Thon, Konstantin Wecker und Ron Williams.
Massive Kritik wurde an der Münchner S-Bahn geübt, da aufgrund mangelnder Kapazitäten und überfüllter Züge zahlreiche potenzielle Teilnehmende die Münchner Lichterkette nicht erreichen konnten. Die Süddeutsche Zeitung bezeichnete dies als „Sabotage durch Untätigkeit“ und ging von bis zu 100 000 betroffenen Personen aus.

## Einfluss
Bereits am 6. Dezember 1992 fanden auch in vielen anderen bayerischen Städten Lichterketten nach Münchner Vorbild statt, so beispielsweise in Augsburg (5000 Teilnehmende), Dießen (1500 bis 2000 Teilnehmende), Fürstenfeldbruck (nach Polizeiangaben 8000 Teilnehmende), Gröbenzell und Puchheim (2000 Teilnehmende), Lindau (6000 bis 8000 Teilnehmende), Pfaffenhofen an der Ilm (6000 bis 7000 Teilnehmende), Bad Reichenhall (3000 bis 4000 Teilnehmende), Straubing (2500 Teilnehmende), Bad Tölz und Wolfratshausen (6000 Teilnehmende), Tutzing (2500 Teilnehmende), Viechtach (1500 Teilnehmende), Wasserburg am Inn (nach Polizeiangaben 5000 Teilnehmende) sowie Würzburg (1000 Teilnehmende).
In der Folge wurden in zahlreichen deutschen Städten in ähnlicher Weise Lichterketten abgehalten. So wurde in Hamburg auf Initiative von Michael Jürgs innerhalb einer Woche eine Lichterkette mit mehr als 300.000 Teilnehmenden um die Außen- und Binnenalster organisiert. Weitere Lichterketten fanden unter anderem in Essen (300.000 Teilnehmende), Berlin (mehr als 200.000 Teilnehmende), Nürnberg (100.000 Teilnehmende) und Leipzig (bis zu 100.000 Teilnehmende) statt. In Wien und anderen österreichischen Städten fanden Anfang 1993 als Lichtermeer bezeichnete Großdemonstrationen gegen Fremdenfeindlichkeit und Intoleranz statt.

## Rezeption
Die Organisatoren der Münchner Lichterkette wurden noch 1992 mit der Ehrung München leuchtet der Stadt München ausgezeichnet. Weiterhin erhielten sie bei der Bambi-Verleihung 1992 einen Sonder-Bambi.
Im Zeitraum unmittelbar nach der Münchner Lichterkette wurde diese teilweise kontrovers diskutiert. Während Josef Joffe hervorhob, dass nicht die „üblichen Unterschriftenkartelle oder gar Parteien- und Staatsorgane“, sondern die Zivilgesellschaft beziehungsweise die „schweigende Mehrheit“ zum Aufmarsch aufgerufen hätten, wurde die Münchner Lichterkette von Brigitte Seebacher und Eike Geisel scharf kritisiert. Seebacher zog Parallelen zum Fackelzug anlässlich der nationalsozialistischen Machtergreifung 1933 sowie zu „funkelnden Züge[n] der Nürnberger Reichsparteitage“ und unterstellte den Lichterketten Beliebigkeit. Geisel bezeichnete die Münchner Lichterkette als „glockenbeschallten Laternenumzug“ sowie als „audiovisuelle[...] Betroffenheitsgala“ und die Teilnehmenden als „Spätzünder von München“. Mitorganisator di Lorenzo bezeichnete daraufhin Seebacher und Geisel als „Gesinnungskommissare“ und „publizistische Trittbrettfahrer“ am Erfolg der Lichterketten. Seebacher spiele sich als „intellektuelle Feuerwehr“ auf. Eine „Bürgerinitiative wider den Rechtsradikalismus“ gegen den Vorwurf in Schutz nehmen zu müssen, sie sei „in Wirklichkeit ein Traditionsverein zur Pflege nationalsozialistischen Brauchtums“, hätte sich selbst der „phantasiebegabteste Mitstreiter“ der Organisatoren „allenfalls unter Folter“ vorstellen können. Weiterhin warf di Lorenzo Geisel ein Festhalten an Protestritualen vor, die Demonstrationslaien inzwischen nur noch zur Abschreckung gereichten. Die Münchner Lichterkette sah di Lorenzo als „urdemokratische Erfahrung von Partizipation und Intervention“. Zehntausende von Bürgern hätten mitgeholfen, Nachbarn, Freunde und Kollegen zu überzeugen. Norbert Kostede bezeichnete es als ignorant oder bösartig, die Münchner Lichterkette und ihre Folgeveranstaltungen in die Tradition faschistischer Fackelzüge zu stellen. Kostede verwies darauf, dass die Lichterketten die öffentliche Meinung messbar beeinflusst hätten. Das Ringen um Toleranz und Vielfalt in Deutschland, das viele schon verloren geglaubt hätten, sei wieder offen.
Neuere Bewertungen der Münchner Lichterkette heben deren gesellschaftlichen Einfluss hervor. Nach Einschätzung des Tages-Anzeigers hätten die Lichterketten die drastische Verschärfung der deutschen Asylgesetze zwar nicht verhindert. Jedoch hätten die Proteste die damalige Regierung von Kanzler Helmut Kohl in Zugzwang gebracht, gegen rechtsextreme Gruppen vorzugehen und neonazistische Organisationen zu verbieten. Detlef Esslinger vertrat die Auffassung, als Manifestation der Gesellschaft habe die Münchner Lichterkette das Land verändert; sie habe dem damals durchaus wabernden Eindruck den Boden entzogen, wer Migranten angreife, der tue das mit heimlicher Sympathie der Mehrheitsgesellschaft.

## Verein Lichterkette e. V.
Im Nachgang zur Münchner Lichterkette wurde im Dezember 1992 der Verein Lichterkette e. V. gegründet, der Initiativen und Aktionen für ein friedliches Zusammenleben und gegen Rassismus, Antisemitismus sowie Rechtsextremismus fördert.